# Мібу но Хана Тауе
Мібу но Хана Тауе (яп. 壬生の花田植) — це ритуал пересадки рису, який проводиться щороку в першу неділю червня в Кітахіросімі, Хіросіма, у надії на хороший урожай. Це традиційний захід. Його визначено як важливе нематеріальне народне культурне надбання Японії та внесено до Репрезентативного списку нематеріальної культурної спадщини людини Конвенції ЮНЕСКО про охорону нематеріальної культурної спадщини..

## Огляд
Починаючи з періоду Камакура, у західній Японії було прийнято, щоб жителі Саотоме співали пісню про посадку рису, шепочучи з великим барабаном, малим барабаном, флейтою або ручним кейн, відповідно з тактовою рисою Сасари. Це сільськогосподарський ритуал, коли поклоняються Санбаю (Та-но-Камі) і моляться про добрий урожай, а також це спосіб насолоджуватися важкою працею посадки рису. Згодом подія посіву рису стала ще пишнішою, зібравши велику кількість людей, і корів, які були стружки, поклали на сідла, прикрашені штучними квітами, а Саотоме та інші одягнулися в червоні пояси та пояси, щоб створити день зайця. Кажуть, що він отримав назву Ханада Уе через свій чудовий зовнішній вигляд.
Мібу но Хана Тадаші — це найбільше рисове господарство в західній Японії, а «Kawatoda Orchestra» і «Mibu no Hana Tadashi» передають цю традицію. Крім того, завдяки своїй глибокій історії, він був визначений як важливе нематеріальне народне культурне надбання Японії в 1976 році, і був зареєстрований як нематеріальна культурна спадщина ЮНЕСКО в листопаді 2011 року.